# شهرستان آنهوا
شهرستان آنهوا (به لاتین: Anhua County) یک منطقهٔ مسکونی در چین است که در یایانگ واقع شده‌است.